# 関成孝
関 成孝（せき しげたか）は、日本の通産官僚、元特許庁審査業務部長。

## 来歴・人物
東京都出身。早稲田大学、東京大学大学院を経て、当時の通商産業省（現在の経済産業省）に入省。ハーバード大学公共政策大学院（ケネディスクール）卒業 。中曽根康弘元首相が設立した世界平和研究所設立当初の主任研究員の一人。2006年特許庁審査業務部長IPCC第4次評価報告書では、第三作業部会第七章（産業分野）で査読編集者を務めた。博士（環境科学）

## 略歴
- 1980年：通商産業省入省[3]
- 1988年：世界平和研究所主任研究員[3]
- 2006年：特許庁審査業務部長[6]
- 2007年：経産省退官。塩ビ工業・環境協会専務理事[7]
- 2010年：産業技術総合研究所客員研究員[4]
- 2018年：製品安全協会専務理事（現在）[8]

## その他役職
- IPCC第四次報告書第三作業部会査読編集者[4]